# Kattivakkam
Kattivakkam è una suddivisione dell'India, classificata come municipality, di 32.556 abitanti, situata nel distretto di Tiruvallur, nello stato federato del Tamil Nadu. In base al numero di abitanti la città rientra nella classe III (da 20.000 a 49.999 persone).

## Geografia fisica
La città è situata a 13° 13' 0 N e 80° 19' 0 E e ha un'altitudine di 12 m s.l.m..

## Società

### Evoluzione demografica
Al censimento del 2001 la popolazione di Kattivakkam assommava a 32.556 persone, delle quali 16.593 maschi e 15.963 femmine. I bambini di età inferiore o uguale ai sei anni assommavano a 3.837, dei quali 1.979 maschi e 1.858 femmine. Infine, coloro che erano in grado di saper almeno leggere e scrivere erano 23.138, dei quali 12.918 maschi e 10.220 femmine.